# Liste der Straßen und Plätze in Berlin-Lichtenberg

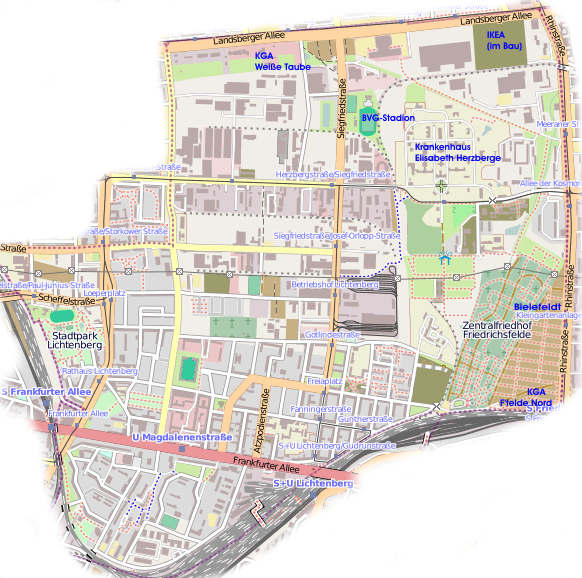
Karte von Berlin-Lichtenberg
(aus: OpenStreetMap)

Straßensystem in Lichtenberg und den angrenzenden Orten, 1905

Die Liste der Straßen und Plätze in Berlin-Lichtenberg enthält alle Straßen und Plätze sowie einige sonstige öffentlich zugängliche Anlagen im amtlichen Ortsteil Berlin-Lichtenberg (Bezirk Lichtenberg). Die Grenzen wurden anlässlich der Neuordnung der Ortsteile im Bezirk im Jahr 2002 neu festgelegt. Gleichzeitig ist diese Zusammenstellung Bestandteil der Gesamtübersicht Listen der Straßen und Plätze in Berlin.

## Überblick
Der Ortsteil und damit sein Wegenetz bestehen aus unterschiedlich gewachsenen Bereichen: der alte Dorfkern um den Loeperplatz, das Industriegebiet um die damalige Rittergutstraße (seit 1960: Josef-Orlopp-Straße), das sich zwischen der Bornitzstraße und der Herzbergstraße erstreckt. In der gleichen Zeit, um die Wende zum 20. Jahrhundert, entwickelten sich die Bereiche um die neuen kommunalen Einrichtungen wie dem Amtsgericht am Roedeliusplatz (volkstümlich nach den vergebenen Straßennamen als Wagner-Viertel bezeichnet), dem Rathaus Lichtenberg, dem Städtischen Krankenhaus sowie dem Stadtpark Lichtenberg und um die Friedhöfe wie dem Zentralfriedhof Friedrichsfelde.
Das beschriebene Straßennetz grenzt im Nordwesten an die Bereiche Fennpfuhl sowie im Norden an Alt-Hohenschönhausen, im Osten an Marzahn (Grenze bildet die Mitte der Rhinstraße), im Süden an Friedrichsfelde, im Südwesten an Rummelsburg und im Westen an Friedrichshain.
Für die infrastrukturelle Entwicklung von Lichtenberg spielten die Gemeindevorsteher und späteren Bürgermeister Oskar Ziethen sowie Gustav Kielblock, Waldemar Atzpodien und die Gutsbesitzerfamilie Roeder eine wichtige Rolle.
Eine Reihe von neuen Straßen entstand in den 1970er Jahren mit der Errichtung des Wohngebietes Frankfurter Allee Süd auf der Fläche der früheren Kolonie Friedrichsberg, dem Bereich südlich der Frankfurter Allee bis zu den Bahndämmen mit Anschluss an die Victoriastadt. Diese Straßen wurden überwiegend nach Widerstandskämpfern der Schulze-Boysen/Harnack-Gruppe benannt. In den 2010er Jahren wurden südlich der Bornitzstraße und östlich der Kriemhildstraße Brachflächen zu Bauland umgewidmet und es entstanden rund 10 neue Straßen. Deren Namen passen sich weitestgehend an die vorhandenen in der Umgebung an.
Der Ortsteil Lichtenberg hat 44.837 Einwohner (Stand: 31. Dezember 2024) und umfasst die Postleitzahlenbereiche 10365, 10367 und 10369.

## Übersicht der Straßen und Plätze
Die nachfolgende Tabelle gibt eine Übersicht über die vorhandenen Straßen und Plätze im Ortsteil sowie einige dazugehörige Informationen.
- Name/Lage: aktuelle Bezeichnung der Straße oder des Platzes. Über den Link Lage kann die Straße oder der Platz auf verschiedenen Kartendiensten angezeigt werden. Die Geoposition gibt die Lage der ungefähren Mitte der Straßenlänge an.
- Im amtlichen Straßenverzeichnis nicht aufgeführte Verkehrswege sind mit * gekennzeichnet.
- Ehemalige oder nicht mehr gültige Straßennamen sind kursiv gesetzt. Für bedeutende ehemalige Straßen oder historische Straßennamen ist gegebenenfalls eine gesonderte Liste vorhanden.
- Länge/Maße in Metern:
Die in der Übersicht enthaltenen Längenangaben sind  gerundete Übersichtswerte, die in Google Earth mit dem dortigen Maßstab ermittelt wurden. Sie dienen Vergleichszwecken und werden, sofern amtliche Werte bekannt sind, ausgetauscht und gesondert gekennzeichnet.
Bei Plätzen sind die Maße in der Form a × b für rechteckige Anlagen und für (ungefähr) dreieckige Anlagen als a × b × c mit a als längster Seite angegeben.
Sofern die Straße auch in benachbarte Ortsteile weiterführt, gibt der Zusatz ‚im Ortsteil‘ an, wie lang der Straßenabschnitt innerhalb des Ortsteils dieses Artikels ist.
- Namensherkunft: Ursprung oder Bezug des Namens.
- Anmerkungen: weitere Informationen über anliegende Baudenkmale oder Institutionen, die Geschichte der Straße und historische Bezeichnungen.
- Bild: Foto der Straße oder eines anliegenden Objektes.

| Name/Lage                            | Länge/Maße (in Metern)                                      | Namensherkunft | Datum der Benennung                      | Anmerkungen | Bild |
| ------------------------------------ | ----------------------------------------------------------- | --- | ---------------------------------------- | --- | --- |
| Albert-Hößler-Straße (Lage)          | 0365                                                        | Albert Hößler (1910–1942), Widerstandskämpfer | 1. März 1972                             | Die Albert-Hößler-Straße verläuft zwischen Harnack- und Coppistraße. Sie entstand beim Bau des Wohnviertels Frankfurter Allee Süd. | |
| Alfred-Jung-Straße (Lage)            | 0310 (im Ortsteil)                                          | Alfred Jung (1908–1944), Widerstandskämpfer | 1. März 1972                             | Sie verläuft zwischen der Scheffelstraße im Süden und der Paul-Junius-Straße im Norden. Nur der südliche Abschnitt der Straße liegt im Ortsteil. Die Kreuzung mit der Storkower Straße bildet die Grenze zum Nachbarortsteil Fennpfuhl. Bevor das Gebiet ‚Lichtenberg-Nord‘ bebaut und einige Straßenzüge verändert wurden, verlief hier die Woerdenstraße. Markantes Bauwerk ist das von der Organisation Volkssolidarität getragene Seniorenheim ‚Alfred Jung‘ (Hausnummer 17; unteres Bild). Am Haus mit der Nummer 5 befindet sich eine Gedenktafel für den Widerstandskämpfer Max Brunnow. Am südlichen Ende der Straße, Adresse Scheffelstraße 6, gab es jahrzehntelang die historische Kiezkneipe ‚Biernoth‘. | |
| Alfredstraße (Lage)                  | 0270                                                        | Alfred, männlicher Vorname | vor 1900                                 | Sie verbindet die Frankfurter Allee mit der Fanningerstraße und setzt sich als Schottstraße fort. Hier befindet sich das bereits in den 1930er Jahren errichtete Berliner Frauengefängnis (Hausnummern 11/12). Nach 1990 wurde es mit weiteren Frauengefängnissen aus anderen Berliner Bezirken zur Justizvollzugsanstalt für Frauen Berlin zusammengelegt und ist gleichzeitig deren Hauptstandort. | Alfredstraße |
| Allee der Kosmonauten (Lage)         | 800 (im Ortsteil)                                           | Kosmonaut, russische Bezeichnung für Weltraumfahrer | 22. Sep. 1978                            | Die Allee liegt an ihrem westlichen Ende nur zu einem sehr geringen Teil auf Lichtenberger Gebiet. Sie verläuft zunächst in einem kurzen Stück von Süd nach Nord, dann knickt sie in West-Ost-Richtung ab, überquert die nördliche Grenzgrabenbrücke und wechselt an der Kreuzung mit der Rhinstraße in den Ortsteil Marzahn. Der Name wurde vom Ost-Berliner Magistrat zur Ehrung des ersten deutschen Kosmonauten Sigmund Jähn und seines sowjetischen Kommandanten Waleri Bykowski bei einem Besuch der beiden feierlich vergeben. | Allee der Kosmonauten 63 |
| Alzeyweg (Lage)                      | 0100                                                        | Volker von Alzey, Figur des Nibelungenlieds | 26. Juli 2013                            | Die Straße verläuft im Wohngebiet „Nibelungenpark“ östlich parallel neben der Kriemhildstraße und verbindet die beiden Arme des Nibelungenrings. | Alzeyweg bei der Fertigstellung im Februar 2015                                                                                     |
| Am alten Lokschuppen (Lage)          | 0020 (im Ortsteil)                                          | Lokschuppen des Bahnhofs Lichtenberg | 2011                                     | Die neu gewidmete Straße bildet den Verbindungsweg von der Buchberger Straße zum S-Bahnhof Nöldnerplatz. Früher wurde er umgangssprachlich Schwarzer Weg genannt, weil er nicht gepflastert, sondern mit Schotter belegt war. Der größte Teil des Weges liegt im Ortsteil Rummelsburg | |
| Am Gutspark (Lage)                   | 0050                                                        | Gutspark Lichtenberg | 3. Juni 2014                             | Die Straße zweigt von der Bornitzstraße nordwärts ab, umfasst neun Hausnummern, an ihrem Ende führt ein Fußweg weiter in den entsprechenden Park. Die zwei- bis dreigeschossigen Mehrfamilienhäuser entstanden durch einen privaten Investor, der auch für die Namensgebung der Erschließungsstraße sorgte. | |
| Am Herzbergteich (Lage)              | 0140                                                        | Herzbergteich, in der Nähe gelegener Teich | 13. Mai 2017                             | Die Stichstraße zweigt von der Allee der Kosmonauten (AdK) ab und führt in ein neu angelegtes Wohngebiet mit einigen Ein- und Mehrfamilienhäuschen. Der namengebende Teich befindet sich südlich der AdK. | |
| Am Stadtpark (Lage)                  | 0050 (Straße) 0340 (Fußweg)                                 | Stadtpark Lichtenberg | um 1915                                  | Die Straße beginnt im Süden an der Straße Parkaue, durchquert als unbefestigter Fußweg den Stadtpark Lichtenberg und setzt sich dann im Norden bis zur Scheffelstraße fort. Eine um 1946 vorgesehene Einbeziehung in die Parkaue erfolgte nicht. Die viergeschossigen Wohnhäuser beiderseits der Straße wurden um 1912 bis 1915 erbaut und bilden einen begrünten Innenhof. Vor der Bebauung hieß der Verkehrsweg Straße 68. | Am Stadtpark |
| Am Wasserwerk (Lage)                 | 0870                                                        | Zwischenpumpwerk Lichtenberg, umgangssprachlich „Wasserwerk“ | 5. Feb. 1996                             | Der Verkehrsweg wurde in den 1990er Jahren im Verlauf der früheren Straße 19a als befestigte Verbindungsstraße zwischen der Landsberger Allee im Norden und der Herzbergstraße im Süden angelegt. An ihr befinden sich keine Wohnbauten, dafür einige Lagerplätze und Betriebszufahrten. | Am Wasserwerk |
| Atzpodienstraße (Lage)               | 0270                                                        | Waldemar Atzpodien (1834–1910), Besitzer des Lichtenberger Amtsgutes und Kommunalpolitiker. Er engagierte sich beim Ausbau der Gemeinde Lichtenberg zu einer eigenständigen Stadt. | um Juni 1895                             | Die Süd-Nord-Verbindung zwischen Frankfurter Allee und Gotlindestraße wird von der Fanningerstraße und der Rüdigerstraße gequert. Der Verkehrsweg wurde in den 1890er Jahren als Privatweg (an der Frankfurter Chaussee) angelegt. In der DDR-Zeit befand sich unter der Hausnummer 9/11 das Berliner Bezirksinstitut für Blutspende- und Transfusionswesen. In der Atzpodienstraße 19 steht die Grundschule auf dem lichten Berg, in der nach der Montessoripädagogik unterrichtet wird. Im südlichen Bereich der Straße (Hausnummern 45/46) ist die frühere katholische Gemeindeschule von 1893/94 als Baudenkmal erhalten (siehe Bild). Nach 1945 war das Gebäude Verwaltungsstandort (Fachabteilungen des Rates des Stadtbezirks Lichtenberg). Nach denkmalgerechter Sanierung wurde es 2006 als Restaurant und Bildungs- und Veranstaltungszentrum „Alte Mensa“ neu eröffnet. | Atzpodienstraße |
| Bidenswinkel (Lage)                  | 0110                                                        | Biden, althochdeutsch oder plattdeutsch für ‚beide‘ oder ‚zwei‘ | 30. Dez. 2009                            | Die Erschließungsstraße, südlich von der Bornitzstraße abgehend, entstand durch weitere Bebauung des früheren Friedhofsgeländes an der Gotlindestraße. Die offizielle Anbringung des Straßenschildes erfolgte erst am 3. März 2010. | Bidenswinkel von der Bornitzstraße aus gesehen                                                                                      |
| Bleckmannweg (Lage)                  | 0220                                                        | Karl Bleckmann (auch Carl Bleckmann) (1864–1920), Architekt und Kommunalpolitiker, Lichtenberger Stadtrat von 1908 bis 1912, danach Mitglied des Magistrats von Berlin             | 9. Nov. 1926                             | Er ist eine Sackgasse, in östlicher Richtung von der Rudolf-Reusch-Straße abzweigend. Zuvor war der Weg am Südrand eines alten Friedhofs namenlos. | |
| Bornitzstraße (Lage)                 | 1280 + 60 (quer über den Loeperplatz)                       | Friedrich Alexander Bornitz (1809–1876), Theologe. von 1851 bis zu seinem Tod erster Pfarrer der selbstständigen evangelischen Kirchengemeinde zu Lichtenberg                      | um 1905                                  | Sie verläuft in West-Ost-Richtung von der Möllendorffstraße zur Siegfriedstraße. Vor der amtlichen Benennung hieß der Verkehrsweg ab dem Dorfanger Krugstege, vermutlich nach dem Zugang zum Dorfkrug. Sie wurde in den späten 1990er Jahren als asphaltierte Straße mit beiderseitigem Radfahrstreifen ausgebaut. In der Bornitzstraße 13 ist als Baudenkmal ein Mietshaus von 1893 erhalten. Zwei moderne Gebäude – ein vorkragender Turm und ein Kombibau – sind erwähnenswert. Das Haus mit dem geschwungenen Turm ist ein von mehreren kleinen Unternehmen genutztes Bürohaus, der Kombibau ist die Lichtenberger Werkstatt für Behinderte. Die in den vergangenen Jahren vorgenommene Neubebauung mit Wohnvillen wird fortgesetzt – das Bezirksamt Lichtenberg und der Senat von Berlin haben im November 2012 Teilflächen am Rande eines Tennisclubs an einen Investor verkauft. Die fünf Tennisplätze sollen aber erhalten bleiben. Bemerkenswert ist, dass das Bezirksamt im Jahr 2023 eine größere Fläche an der Bornitzstraße 101 gekauft hat, um hier langfristig einen landeseigenen Gewerbehof entstehen zu lassen. Die Planung wurde der Firma Wista Projektmanagement GmbH übertragen. Dieser Gewerbehof soll Handwerkerbetrieben, Kleingewerbetreibenden, Manufakturen und vor allem Start-ups eine langfristige Standortsicherheit bieten. Realisierungstermine sind noch nicht vereinbart worden. | Bornitzstraße (diagonal), von links nach rechts verläuft die Ruschestraße · Bürohaus                                                |
| Buchberger Straße (Lage)             | 1235                                                        | Buchberg, 469 m hoher Berg im Wienerwald in Österreich | 8. Apr. 1933                             | Die Straße verläuft von der Frankfurter Allee im Bogen bis zur Schulze-Boysen-Straße. Bei der Erstanlage gegen Ende des 19. Jahrhunderts hieß sie Eckertstraße. An ihr befinden sich das Hauptpostamt Lichtenberg (oberes Bild), Gebäude der Telekom (unteres Bild), einige Logistikunternehmen und ein Lebensmitteldiscounter. Bis zur Anlage des Wohngebietes Frankfurter Allee Süd in den 1970er Jahren hieß der Westteil der Straße Oberweg. | |
| Bürgerheimstraße (Lage)              | 0270 (Sackgasse)                                            | Bürgerheim Aktiengesellschaft, eine Terraingesellschaft, 1891 zur baulichen Erweiterung von Lichtenberg gegründet                                                                  | um 1900                                  | Die Straße verbindet die Frankfurter Allee mit der Fanningerstraße. Die Bürgerheim Aktiengesellschaft hatte 67 Hektar Land von der Gemeinde Lichtenberg gekauft, um einen Bebauungsplan des Bereiches nördlich der Frankfurter Chaussee realisieren zu können. Der Name einer kleinen Kiezkneipe an der Ecke Fanningerstraße erinnerte noch lange Jahre an die Bürgerheim-Gesellschaft (seither ein Friseurladen). Das Haus Nummer 6–10 ist eine denkmalgeschützte ehemalige Gemeindeschule von 1911 (Architekt Johannes Uhlig). Dieser Bau wurde nach seiner teilweisen Zerstörung im Zweiten Weltkrieg mit einem Neubau ergänzt und war bis 1990 eine Außenstelle der Ingenieurschule für Verkehrstechnik Dresden. | Bürgerheimstraße |
| Coppistraße (Lage)                   | 0870 (verästelt)                                            | Hans Coppi (1916–1942) und Hilde Coppi (1909–1943), Widerstandskämpfer | 1. März 1972                             | Die Straße im Viertel Frankfurter Allee Süd zweigt in westlicher Richtung von der Buchberger Straße ab und führt nach einem Knick in südlicher Richtung zu ihr zurück. Sie erhielt bei einer Kundgebung am 22. Juni 1972 zusammen mit weiteren neuen Straßen den Namen der beiden Widerstandskämpfer. Früher lagen im Bereich der heutigen Coppistraße der Verbindungsweg in Nord-Süd- und die Straße 44 in West-Ost-Richtung. Die Straße verläuft abgeknickt in zwei Teilen. In ihrem südwestlichen Bereich haben sich einige Kleinunternehmen niedergelassen, darunter auch ein Fabrikladen der Bahlsen GmbH & Co. KG. | |
| Dankwartstraße (Lage)                | 0205                                                        | Dankwart, Figur der Nibelungensage | 9. Juli 1965                             | Sie verbindet die Rüdiger- mit der Ortliebstraße. Nach der Errichtung von Wohnbauten auf dem Gelände einer früheren Kleingartenanlage (KGA) erhielten die neuen Straßenzüge Benennungen, die sich an den vorhandenen Straßennamen in der Nachbarschaft orientierten. Diese stammen fast alle aus der Nibelungensage. Zuvor gab es in der KGA nummerierte Fußwege. | Dankwartstraße |
| Deutsch- meisterstraße (Lage)        | 0200                                                        | Deutschmeister, Bezeichnung für einen Landverwalter des Deutschen Ritterordens | 1912                                     | Sie zweigt in nordwestlicher Richtung von der Möllendorffstraße ab und endet als Sackgasse. Sie ist durch das 1928 fertiggestellte AOK-Gebäude bekannt, das in expressionistischen Formen als Klinkerverblendbau errichtet wurde. Zu DDR-Zeiten hatte hier die Ost-Berliner Verwaltung der Staatlichen Sozialversicherung ihren Hauptsitz, und auch eine Poliklinik war in dem Gebäude untergebracht. Das Ensemble steht unter Denkmalschutz. | |
| Dietlindestraße (Lage)               | 0310                                                        | Dietlinde, Figur der Nibelungensage, Tochter des Rüdiger von Bechelaren | 9. Juli 1965                             | Sie verbindet die Rüdiger- mit der Gotlindestraße. Nach der Errichtung von Wohnbauten auf dem Gelände einer früheren Kleingartenanlage (KGA) erhielten die neuen Straßenzüge Benennungen, die sich an den vorhandenen Straßennamen in der Nachbarschaft orientierten. Diese stammen fast alle aus der Nibelungensage. Zuvor gab es in der KGA nummerierte Fußwege. | Dietlindestraße |
| Dottistraße (Lage)                   | 0190                                                        | Joseph Anton Dotti (1824–1880), Berliner Fabrikant, Grundbesitzer in Lichtenberg                                                                                                   | 1899                                     | Die kurze West-Ost-Verbindungsstraße liegt zwischen Rathaus- und Ruschestraße. Auf der nördlichen Seite steht ein denkmalgeschütztes Backsteingebäude, das 1927 als Postamt in Betrieb genommen wurde. Die Kosten für Grundstück und Bau betrugen 23 Mio. Mark. In späteren Jahren erhielt das Postamt östlich und winklig entlang der Ruschestraße Ergänzungsbauten. Zwischen 1995 und 2013 stand der Bau leer, seitdem wird er zum Carree Alte Post umgebaut. Auf der Südseite erfolgten in den 1970er Jahren Erweiterungsbauten der Deutschen Post der DDR, in denen das Fernamt Berlin seinen Sitz hatte und die von der Deutschen Telekom als Trainings- und Weiterbildungszentrum weitergenutzt werden. | Dottistraße; Rotes Gebäude links: histor. Postamt, rechte Straßenseite ehem. Fernsprechamt                                          |
| Eberhardstraße (Lage)                | 0105                                                        | Eberhard, männlicher Vorname | vor 1907                                 | Sie zweigt in nördlicher Richtung von der Scheffelstraße ab und endet als Sackgasse. | Eberhardstraße |
| Fanningerstraße (Lage)               | 0880                                                        | Carl Wilhelm Fanninger (1792–1856), Ministerialbeamter und Gutsbesitzer in der Gemeinde Lichtenberg                                                                                | 12. Feb. 1935                            | Die Straße verläuft in West-Ost-Richtung zwischen Roedeliusplatz und Gudrunstraße. Zwischen 1897 und 1935 hieß sie Wagnerstraße nach dem Komponisten Richard Wagner. Hier befindet sich unter der Nummer 32 das Sana Klinikum Berlin-Lichtenberg. Auf dessen Gelände stehen mehrere denkmalgeschützte Gebäude des ehemaligen Oskar-Ziethen-Krankenhauses. Vor dem Haus Nummer 53 wurde im Jahr 2008 ein Stolperstein für Frieda Rosenthal gesetzt. | Eingang zum Sana-Klinikum (Oskar-Ziethen-Krankenhaus)in der Fanningerstr.                                                           |
| Frankfurter Allee (Lage)             | 1490 (im Ortsteil)                                          | Frankfurt (Oder), nach der früheren Richtung von Berlin aus | 20. Sep. 1872                            | Die historische Fernverkehrsstraße zwischen Alt-Berlin und Frankfurt (Oder) verläuft zwischen Frankfurter Tor im Ortsteil Friedrichshain und Rosenfelder Straße im Ortsteil Rummelsburg. Der Abschnitt zwischen dem Bahnhof Frankfurter Allee und der Lichtenberger Brücke liegt in Lichtenberg. Bei ihrer Erstanlage 1708 hieß sie zunächst Frankfurter Chaussee. Das Bild zeigt ein Teilstück der Straße an der Einmündung der Magdalenenstraße. Das Wohnhaus Nr. 151 stammt aus dem Jahr 1911 und ist denkmalgeschützt. Ein früheres Fabrikgebäude westlich der Buchberger Straße wurde saniert und dient nun der Telekom. | Frankfurter Allee |
| Freesienweg (Lage)                   | 0120                                                        | Freesien | 1. Nov. 2014                             | Die Privatstraße, angelegt auf neu erschlossenen Bebauungsflächen zwischen der Gotlindestraße und der Bornitzstraße, verläuft als Sackgasse von der Gotlindestraße nordwärts. | Blick in den Freesienweg |
| Freiaplatz (Lage)                    | 0080 × 50 (rechteckig)                                      | Freya, nordische Göttin | um 1910                                  | Der Platz wird von der Freia-, Siegfried-, Rüdiger- und Wotanstraße umschlossen. Zuerst schrieb man ihn Freya-Platz. Seit seinem Bestehen wurde der Stadtplatz mehrfach umstrukturiert. Er besitzt Spielplätze und einen alten Baumbestand. Das Bezirksamt ließ bis zum August 2013 den vorerst letzten größeren Umbau, finanziert aus dem Stadtumbauprogramm, vornehmen, der die Wünsche der Anwohner besser berücksichtigt. | Freiaplatz |
| Freiastraße (Lage)                   | 0140                                                        | Freya, nordische Göttin | 1907                                     | Die kurze Straße verbindet die Siegfriedstraße mit der Wotanstraße, Sie bildet die nördliche Begrenzung des Freiaplatzes. Die Wohnanlage mit den Hausnummern 1–4 steht unter Denkmalschutz. | Freiastraße |
| Gernotstraße (Lage)                  | 0220                                                        | Gernot, Figur aus dem Nibelungenlied | 1900                                     | Die Gernotstraße ist eine Wohnstraße mit aufgelockerter Bebauung. Sie verbindet die Gudrunstraße (Süd) mit der Rüdigerstraße (Nord). | Gernotstraße |
| Giselhersteig (Lage)                 | 0100                                                        | Giselher, Figur der Nibelungensage | 26. Juli 2013                            | Die Straße liegt im Wohngebiet Nibelungenpark. Sie zweigt östlich von der Kriemhildstraße ab. | |
| Glaschkestraße (Lage)                | 0145                                                        | Max Glaschke (1856–1922), Kommunalpolitiker in Lichtenberg zwischen 1908 und 1914                                                                                                  | 9. Nov. 1926                             | Die Straße verbindet den Roedeliusplatz nordwärts mit der Rüdigerstraße. Zuerst hieß sie Straße 88. | |
| Gotlindestraße (Lage)                | 1415                                                        | Gotlinde, Figur aus der Nibelungensage | 9. Nov. 1926                             | Die Straße verläuft in Ost-West-Richtung zwischen der Kriemhild- und der Ruschestraße. Sie quert dabei die Siegfriedstraße. An der zuerst mit Straße 25 bezeichneten Verbindung liegen neben zahlreichen Mietswohnhäusern zwei Kleingartenanlagen, ein 1970 stillgelegter Friedhof und die Agentur für Arbeit Lichtenberg, die durch mehrfachen Umbau eines zur Zentrale des Ministeriums für Staatssicherheit gehörenden Verwaltungsgebäudekomplexes („Teilobjekt Gotlindestraße“) entstand. In diesem Gebäude gab es einen inzwischen stillgelegten Paternosteraufzug. Zudem befindet sich in der Gotlindestraße das Bundesverwaltungsamt. Der stillgelegte Friedhof erreichte 2015 Aufmerksamkeit, als ein einsamer Rehbock dort lebte. | Gotlindestraße: Ehemaliges Stasi-Gebäude 2003 noch mit Funkmast · Gotlindestraße: Gleiches Gebäude, 2010                            |
| Gudrunstraße (Lage)                  | 0715                                                        | Gudrun, Figur aus der nordischen Gudrunsage | 1898                                     | Sie verläuft im Südosten des Ortsteils unmittelbar parallel zu tiefer gelegenen Bahnanlagen und verbindet die Frankfurter Allee (ein Reststück, das durch die Errichtung der neuen Lichtenberger Brücke ab 1975 nicht mehr unmittelbar in deren Straßenverlauf einbezogen ist) mit dem Zentralfriedhof Friedrichsfelde. – Auf der Grundlage eines vom Bezirksamt Lichtenberg initiierten Verfahrens soll die Straße in den nächsten Jahren klimagerecht umgestaltet werden. Versickerungsmulden für Regenwasser, Gehwegvorstreckungen und von Bäumen unterbrochene Parkplätze sollen angelegt werden. | |
| Guntherstraße (Lage)                 | 0310                                                        | Gunther, Figur des Nibelungenliedes | um 1900                                  | Sie verbindet die Gudrun- mit der Rüdigerstraße. Die erste Schreibweise war Güntherstraße. Die Straße wird fast ausschließlich von Wohnhauszeilen flankiert. Hausnummer 43 ist ein Gebäude aus dem Jahr 1905, dessen auffälligstes Merkmal ein 18 m² großes Jugendstil-Relief mit der Darstellung eines Jünglings war, es stand in der Ost-Berliner Baudenkmalliste. Bei der Modernisierung in den späten 1990er Jahren wurde das Bild überputzt. Das nebenstehende Haus Nummer 44 ist ein erhaltenes Baudenkmal und entstammt der gleichen Bauzeit und Stilrichtung. Hier sind außer Fassadenschmuck auch Wanddekorationen im Hausflur erhalten. | Guntherstraße |
| Gürtelstraße (Lage)                  | 00180 (im Ortsteil)                                         | 1874 geplanter Ausbau der Straße als Teil einer Ringstraße („Gürtel“) um das Berliner Stadtzentrum                                                                                 | um 1876                                  | Die Straße verläuft zwischen der Frankfurter Allee und der Weserstraße im Ortsteil Friedrichshain. Sie überschreitet die Ortsteilgrenze an der Brücke unter der Ringbahn. | |
| Hadburgpfad (Lage)                   | 0100                                                        | Hadburg, Figur der Nibelungensage | 26. Juli 2013                            | Die Straße liegt im Wohngebiet Nibelungenpark. Sie zweigt als Sackgasse östlich vom Nibelungenring ab. | |
| Hagenstraße (Lage)                   | 0680                                                        | Hagen, Figur der Nibelungensage, Gegenspieler von Siegfried | 1897                                     | Die Hagenstraße ist eine Nord-Süd-Verbindung zwischen der Gabelung Frankfurter Allee/Gudrunstraße und der Gotlindestraße. In ihrem nördlichen Teilabschnitt stand zu DDR-Zeiten die Hans-Rodenberg-Oberschule, die in den Jahren 2012/2013 wegen Leerstands rückgebaut wurde. Dort entstand der Nibelungenpark. | Hagenstraße |
| Harnackstraße (Lage)                 | 0535                                                        | Arvid Harnack (1901–1942) und Mildred Harnack (1902–1943), Widerstandskämpfer | 1. März 1972                             | Die geschwungen verlaufende Straße wurde bei der Errichtung des Wohngebietes Frankfurter Allee Süd angelegt. Sie verbindet die Albert-Hößler-Straße mit der Coppistraße. Auf der Ostseite befinden sich die Hermann-Gmeiner-Grundschule und ein Sportplatz, der vom Sportverein ,TSV Lichtenberg’ genutzt wird. Von 2020 bis Anfang März 2022 ließ die Senatsverwaltung für Stadtentwicklung in Zusammenarbeit mit dem Lichtenberger Bezirksamt hier (Harnackstraße 11) ein neues Kita-Gebäude in Holz-Modul-Bauweise für 136 Kinder errichten. Der Senat hat ein Bauprogramm MOKIB aufgelegt (Modulare KIta-Bauten) aufgelegt, in welchem in den Ortsteilen Berlin-Lichtenberg, Berlin-Neukölln, Berlin-Mitte, Berlin-Pankow und Berlin-Spandau solche dreigeschossigen Gebäude entstehen mit insgesamt 1200 neuen Betreuungsplätzen. Die Finanzierung erfolgt mittels des Sondervermögens Infrastruktur der Wachsenden Stadt und einem Nachhaltigkeitsfonds (=SIWANA). Nach Fertigstellung der Bauten werden diese interessierten Trägern zur Verfügung gestellt. Diese Kita hier ist die erste ihrer Art. Ihr pädagogisches Profil steht unter dem Motto Sprache und Partizipation. Die neuen schnell zu errichtenden nachhaltigen Bauten wurden vom Büro karlundp Architekten entwickelt. | |
| Heidenelkenweg (Lage)                | 0120 + 120                                                  | Heidenelke | 11. Mai 2012                             | Die Straße, angelegt auf Bebauungsflächen zwischen der Gotlindestraße und der Bornitzstraße, verläuft als Privatstraße gabelförmig von der Gotlindestraße nordwärts. | Blick in den östlichen Arm des Heidenelkenwegs                                                                                      |
| Hendrichplatz (Lage)                 | 0195 × 25 + Wohnhof 0165 × 103                              | Hermann Hendrich (1854–1931), Maler | 20. Okt. 1932                            | Der Platz liegt nördlich der Rutnikstraße. Bei der Anlage der Straßen und der erfolgten Wohnblockbebauung in den späten 1920er Jahren wurde er zunächst als Platz K bezeichnet. Die Namensvergabe steht in einem engen Zusammenhang mit der Vorliebe der Nationalsozialisten zu germanischer Mythologie, die Hendrich in seinen Gemäldezyklen darstellte. | Hendrichplatz |
| Heringer Straße (Lage)               | 0195                                                        | Heringen, Geburtsort des Namensgebers vom Hendrichplatz | 20. Okt. 1932                            | Sie verbindet die Bornitz- mit der Rutnikstraße. Vor der Namensvergabe hieß der Verkehrsweg Straße 126. | Heringer Straße |
| Herzbergstraße (Lage)                | 2570 (im Ortsteil)                                          | Hügelgelände Herzberge | 1893                                     | Die Straße verläuft in West-Ost-Richtung vom Roederplatz bis zum Gelände des Krankenhauses Königin Elisabeth Herzberge. Der erste Straßenabschnitt bis zur Vulkanstraße gehört zum Ortsteil Fennpfuhl. Der Verkehrsweg wurde für die industrielle Entwicklung in der damaligen Gemeinde Lichtenberg von der Terraingesellschaft Lichtenberg angelegt; hier sind zahlreiche Baudenkmale erhalten. Bekannt sind vor allem das Krankenhaus Königin Elisabeth Herzberge und die frühere Fabrik ,Siemens & Halske’ (in der DDR-Zeit VEB Elektrokohle Lichtenberg). | Kreuzung Herzberg- und Siegfriedstraße                                                                                              |
| Hoenerweg (Lage)                     | 0220 (Sackgasse)                                            | Franz Ferdinand Emil Hoener (1863–1925), Theologe und zwischen 1893 und 1925 Pfarrer in Lichtenberg                                                                                | 4. Mai 1934                              | Die kurze Verbindungsweg zwischen Rudolf-Reusch- und Ruschestraße tangiert einen früheren Friedhof. Bei der Erstbebauung war der Weg namenlos, am 30. Januar 1933 erhielt er die Bezeichnung Mirusweg. | Hoenerweg |
| Hubertusstraße (Lage)                | 0470                                                        | Hubertus von Lüttich (um 656–727), belgischer Theologe und Bischof von Lüttich; genannt Hubertus                                                                                   | 1896                                     | Die in Süd-Nord-Richtung zwischen Frankfurter Allee und Rüdigerstraße verlaufende Straße wurde durch den Bau des Städtischen Krankenhauses Lichtenberg etwa in der Mitte geteilt. In der Straße befindet sich auch das stillgelegte denkmalgeschützte Stadtbad Lichtenberg. | Hubertusstraße |
| Im Lindenhof (Lage)                  |                                                             | Wohnquartier Lindenhof | 21. Sep. 2017                            | Die Straße verläuft U-förmig ab der Klara-Weyl-Straße um die historischen Sozialbauten des ehemaligen Kinderkrankenhauses Lindenhof. Sie entstand als Planstraße B für die Wohnbauten des nördlich von Gotlinde-/ Kriemhildstraße gelegenen Wohnviertels Lindenhof. | Im Lindenhof |
| John-Sieg-Straße (Lage)              | 0270                                                        | John Sieg (1903–1942), amerikanischer Journalist | 1. März 1972                             | Die Straße im Wohngebiet Frankfurter Allee Süd führt von der Rückseite der Häuser an der Frankfurter Allee in geknickter Linienführung zur Schulze-Boysen-Straße. Anlässlich der Verleihung des Straßennamens fand am 22. Juni 1972 eine Kundgebung unter Teilnahme von Arbeitern und Angestellten aus Lichtenberger Betrieben statt (siehe historisches Foto). In den westlichen Teil der neuen Straße wurde ein Teilstück der Wartenbergstraße einbezogen. Das Haus Nummer 13 ist eine denkmalgeschützte Villa aus dem Jahr 1928, die aktuell für kulturelle Zwecke genutzt wird und die Bezeichnung ‚Studio Bildende Kunst‘ erhalten hat (unteres Bild). | John-Sieg-Straße |
| Josef-Orlopp-Straße (Lage)           | 0965 (im Ortsteil)                                          | Josef Orlopp (1888–1960), Widerstandskämpfer | 19. Aug. 1960                            | Die West-Ost-Verbindungsstraße verläuft südlich parallel zur Herzbergstraße von der Möllendorff- zur Siegfriedstraße. Vor 1900 wurde der Verkehrsweg als Rittergutstraße angelegt. Zeitgleich mit der Straßenumbenennung im Jahr 1960 erhielt das historische Kugellagerwerk den Namen VEB Wälzlagerfabrik „Josef Orlopp“. An der Straße etablierten sich weitere große Fabriken und Verwaltungen wie die Konsumgenossenschaft Berlin und Umgegend, der VEB Bärensiegel Berlin, eine Ölmühle und viele mehr. | Josef-Orlopp-Straße |
| Kielblockstraße (Lage)               | 085                                                         | Gustav Kielblock (1843–1917), Kommunalpolitiker | um 1915                                  | Die kurze Stichstraße liegt zwischen dem historischen Dorfanger Lichtenbergs an der Möllendorffstraße und dem Stadtpark Lichtenberg. | Kielblockstraße |
| Kietzer Weg (Lage)                   | 0345                                                        | Lichtenberger Kietz | vor 1877                                 | Die Straße verläuft von einer Verbindungskurve der Berliner Ringbahn bis zum Wiesenweg. Sie ist der ehemalige Verbindungsweg zwischen dem alten Lichtenberger Ortskern und dem 1783 auf einer Feldmark angelegten Flurstück Kietzer Lacken. Das nördliche Teilstück wurde 1972 zugunsten der Wohnbebauung im Bereich Frankfurter Allee Süd aufgegeben. Ein kleines Stück unter dem Bahndamm hindurch bis zur Wilhelm-Guddorf-Straße ist noch fast in seinem ursprünglichen Zustand erhalten. | |
| Klara-Weyl-Straße (Lage)             |                                                             | Klara Weyl (1872–1941), ab 1918 Stadtverordnete für Lichtenberg | 21. Sep. 2017                            | Sie beginnt an der ehemaligen Einfahrt zum Kinderkrankenhaus Lindenhof und führt nach Norden. Die Klara-Weyl-Straße entstand als Planstraße A für die Wohnbauten des nördlich von Gotlinde-/ Kriemhildstraße gelegenen Wohnquartiers Lindenhof. Der Straßenname ehrt den Einsatz von Klara Weyl, die ab 1902 als Pflegerin in einem Waisenhaus in Berlin arbeitete. Um 1920 wurde sie erste Leiterin des neu geschaffenen Berliner Landesjugendamtes und in dieser Funktion auch für die Kinder- und Jugendeinrichtung Lindenhof verantwortlich. | Klara-Weyl-Straße |
| Kriemhildstraße (Lage)               | 0535 (+ 150 Meter im Gelände der Kinderklinik)              | Kriemhild, Figur der Nibelungensage | 1900                                     | Die Straße verbindet in Süd-Nord-Richtung die Gudrun- mit der Gotlindestraße. Die Namensvergabe erfolgte im Zusammenhang mit dem Bau des Knabenarbeitshauses. Kurz nach der Anlage der Straße gab es hier bereits Gewerbe: Im Jahr 1908 warb Paul Heinze mit seiner „Fabrik für Drahtzäune in allen Ausführungen mit Holzpfosten und mit Eisenständern“. Das Grundstück trug die Nummer 5. Auf einem östlich der Straße gelegenen früheren Fabrikgelände ist eine Eigenheimsiedlung errichtet worden. Im Jahr 2013 bekam diese ein neues Netz aus fünf Erschließungsstraßen. Deren nördliche Begrenzung bildet ein ostwärtiger Arm der Kriemhildstraße (gerade Hausnummern 24–76). Auf der Westseite entstanden ebenfalls einige Eigenheime, die die Hausnummern 23–45(ungerade) erhielten. | Kriemhildstraße, Ostseite · Kriemhildstraße, Westseite                                                                              |
| Kubornstraße (Lage)                  | 0400                                                        | Nicolaus Kuborn (1854–1922), Theologe und Lehrer. Erster Erzpriester der St.-Mauritius-Kirche und Gründer der Pfarrkirche Zum Guten Hirten                                         | 22. Jan. 1924                            | Sie verläuft in Süd-Nord-Richtung vom Hoenerweg zur Rutnikstraße. Erster Name im Bebauungsplan war Straße 86. Sie wurde 1932 nach Süden über die Normannenstraße hinaus verlängert unter Einbeziehung eines vorher namenlosen Fußweges. | Kubornstraße |
| Kunzeweg (Lage)                      | 0180 (versetzt)                                             | Ernst Kunze (auch ‚Kuntze‘; 1846–1931), Theologe, ab 1876 Pfarrer in der Gemeinde Lichtenberg                                                                                      | 5. Apr. 1934                             | Die Stichstraße zwischen Rudolf-Reusch-Straße und Ruschestraße wurde 1933 bei der Errichtung der Wohnblöcke angelegt. Bis 1934 hieß sie Mückeweg, dessen Namensherkunft nicht bekannt ist. | Kunzeweg |
| Landsberger Allee (Lage)             | 2200 (nur die südliche Straßenseite im Ortsteil)            | Altlandsberg, Stadt östlich der Berliner Stadtgrenze, wohin der Verkehrsweg führte                                                                                                 | vor 1900                                 | Der Hauptverkehrsweg, der das Stadtzentrum mit der nordöstlichen Umgebung Berlins verbindet, beginnt an der Friedenstraße im Ortsteil Friedrichshain und endet an der Nikolai-E.-Bersarin-Brücke im Ortsteil Marzahn. Zwischen Vulkanstraße und Rhinstraße bildet sie die nördliche Grenze von Lichtenberg. Sie hieß zunächst Landsberger Chaussee, zwischen 1973 und 1992 Leninallee. Am 31. Januar 1992 erhielt sie ihren ursprünglichen Namen zurück. Erwähnenswert sind hier zahlreiche nach der Wende errichtete Einkaufszentren, das Areal des Zwischenpumpwerkes (Wasserwerk) Lichtenberg (Bild) und das 2010 eingeweihte IKEA-Einrichtungshaus. | Landsberger Allee |
| Loeperplatz (Lage)                   | (siehe Hinweis unter „Anmerkungen“)                         | Loeper, Gutsbesitzerfamilie aus der Gemeinde Lichtenberg | 1914                                     | Der Platz befindet sich zwischen den beiden Richtungsfahrbahnen der Möllendorffstraße nördlich und südlich der Scheffelstraße und Bornitzstraße. Auf ihm steht die denkmalgeschützte Alte Pfarrkirche Lichtenberg. Beim verkehrsgemäßen Ausbau des Dorfangers wurde das Areal zu Ehren des deutschen Kaisers als Wilhelmplatz benannt. Nach dem Sturz des Kaiserreiches erhielt die Anlage ihren heutigen Namen. Die Fläche lässt sich mit 7000 m² grob abschätzen, da er aber eine linsenförmige Anlage mit Unterbrechung durch die Scheffel- und Bornitzstraße ist, sind a × b-Längenangaben kaum möglich. | Loeperplatz |
| Magdalenenstraße (Lage)              | 0345                                                        | Magdalena oder Magdalene, weiblicher Vorname | um 1900                                  | Die Straße verläuft in Süd-Nord-Richtung zwischen Frankfurter Allee und Normannenstraße. Einige Gebäude dieser Straße gehören zur ehemaligen Zentrale des Ministeriums für Staatssicherheit. | |
| Mauritiuskirchstraße (Lage)          | 0115                                                        | Mauritiuskirche | um 1907                                  | Die Straße zwischen Wilhelm-Guddorf- und John-Sieg-Straße im Wohngebiet Frankfurter Allee Süd entstand beim Bau der katholischen Kirche und des benachbarten Pfarrhauses. Ab 1969 wurde sie in das entstandene Neubaugebiet integriert und verkürzt. Hier befindet sich das unter Architekturkritikern wegen seiner Nähe zu den denkmalgeschützten Kirchengebäuden umstrittene Mauritius-Kirch-Center (MKC). | MKC |
| Möllendorffstraße (Lage)             | 1550 (im Ortsteil)                                          | Wichard von Möllendorff (1724–1816), Generalfeldmarschall | zwischen 1909 und 1910 mit Unterbrechung | Die Süd-Nord-Straße zwischen Frankfurter Allee und Roederplatz ist die ursprüngliche Dorfstraße Lichtenbergs, an der sich das Angerdorf entwickelte. Zwischen 1976 und 1990 hieß sie Jacques-Duclos-Straße. Als Baudenkmale hervorhebenswert sind die Alte Pfarrkirche Lichtenberg und das Rathaus Lichtenberg. Im Südbereich gibt es die Gedenkstätte für elf Spartakuskämpfer und Rote Matrosen (genannt „Blutmauer“), die im März 1919 an einer ehemaligen Friedhofsmauer erschossen wurden. | Möllendorffstraße 1969 mit dem Rathaus Lichtenberg · Möllendorffstraße mit der Gedenkmauer                                          |
| Nibelungenring (Lage)                | 0100                                                        | Nibelungensage | 26. Juli 2013                            | Die Straße geht von der Kriemhildstraße ostwärts ab und erschließt in U-förmiger Linienführung das Wohngebiet Nibelungenpark. | |
| Normannenstraße (Lage)               | 0765                                                        | Normannen, nordischer Volksstamm | 6. Juni 1906                             | Der West-Ost-Verkehrsweg verläuft zwischen der Möllendorffstraße und dem Roedeliusplatz. Er hieß bei seiner Erstanlage Richard-Wagner-Straße nach dem Komponisten Richard Wagner. In vorhandenen Gebäuden des früheren Finanzamts in der Normannenstraße 22 richtete sich 1950 die Zentrale des Ministeriums für Staatssicherheit (MfS, Stasi) der DDR ein. In späteren Jahren wurden weitere anschließende Flächen, vor allem das Gebiet östlich der Ruschestraße, freigeräumt. Von Max Taut stammende Wohnhäuser wurden abgerissen und die Neuapostolische Kapelle umgesiedelt. Das Stasi-Gelände vergrößerte sich so erheblich. Nach dem Mauerfall und der Bildung eines gesamt-Berliner Senats wurden die verschiedenen Stasi-Gebäude in die Denkmalliste aufgenommen. Schrittweise entsteht dort nun eine Gedenkstätte. | Normannenstraße, eh. Lichtenberger Kongresszentrum, seit etwa 2005 leer                                                             |
| Ortliebstraße (Lage)                 | 0150                                                        | Ortlieb, Kriemhilds Sohn in der Nibelungensage | 9. Juli 1965                             | Sie verläuft zwischen Dietlinde- und Dankwartstraße. Nach der Errichtung von Wohnbauten auf dem Gelände einer früheren Kleingartenanlage (KGA) erhielten die neuen Straßenzüge Benennungen, die sich an den vorhandenen Straßennamen in der Nachbarschaft orientierten. Diese stammen fast alle aus der Nibelungensage. Zuvor gab es in der KGA nummerierte Fußwege. | |
| Parkaue (Lage)                       | 0215                                                        | Park und Aue | 1912                                     | Die Straße verläuft abgeknickt von der Deutschmeisterstraße zur Möllendorffstraße. Bemerkenswert sind der kleine Platz, inzwischen wieder in die Straße einbezogen – zwischen 1980 und 1992 hieß er Hans-Rodenberg-Platz nach dem Kulturschaffenden Hans Rodenberg – und das daran stehende ehemalige Realgymnasium. Es war nach 1945 ein Pionierhaus, das nach dem Weltraumflug von German Titow dessen Namen erhielt, und auch das ‚Theater der Freundschaft‘ hatte in dem Gebäude seine Spielstätte (oberes Bild: Theater der Freundschaft/Pionierhaus Zustand 1952). Seit 1992 ist es das Theater an der Parkaue mit der Doppelfunktion eines Jugendtheaters und anderer Kultureinrichtungen. Der Hausnummernbereich 24–34 ist ein denkmalgeschütztes Wohnhaus, 1915 vom Architekten Gustav Gebhardt errichtet (unteres Bild). | Wohngebäude Parkaue |
| Paul-Junius-Straße (Lage)            | 0260 (im Ortsteil)                                          | Paul Junius (1901–1944), Widerstandskämpfer | 2. Apr. 1975                             | Die Straße verläuft mehrfach abgeknickt von der Scheffelstraße bis zum Weißenseer Weg. Zum Ortsteil Lichtenberg gehört nur der kurze südliche Abschnitt zwischen Scheffelstraße und Storkower Straße. Bei der Anlage des Verkehrsnetzes Ende des 19. Jahrhunderts hieß sie Wolfgangstraße. Direkt an der Einmündung in die Scheffelstraße fällt die L-förmige Wohnbebauung auf, die 1923–1927 nach Entwürfen von Hans Kraffert für die Berliner Baugenossenschaft (bbg) errichtet wurde und unter Denkmalschutz steht. Paul-Junius-Straße 15 ist die 1965/1966 nach Plänen von Wolf-Rüdiger Eisentraut errichtete ‚Dr. Georg-Benjamin-Oberschule für Körperbehinderte‘, die inzwischen den Namen von Carl von Linné trägt. Die erste Namensverleihung der Schule war mit der Anbringung einer Gedenktafel für den Widerstandskämpfer Georg Benjamin direkt am Gebäude verbunden. Die Tafel wurde Ende 1989 demontiert, ihr Verbleib ist nicht bekannt. | Körperbehinderten-Schule · Wohnbauten an der Ecke Paul-Junius- /Scheffelstraße                                                      |
| Philosophenweg (Lage)                | 0220                                                        | Philosoph | 5. März 2007                             | Die frühere Privatstraße in der Kleingartenkolonie ,Heinrichsruh’ zweigt südlich von der Bornitzstraße ab. | |
| Plonzstraße (Lage)                   | 0340                                                        | Julius Emil Plonz (1854–1923), Kommunalpolitiker und Bankier | 1913                                     | Die Straße verläuft zwischen Roedeliusplatz und Gotlindestraße. Der bereits im 19. Jahrhundert vorhandene Verkehrsweg hieß zuerst Straße 103. Er bildete eine Zufahrt zum Städtischen Friedhof in der Gotlindestraße. Plonz wohnte in einer Villa in Berlin-Karlshorst (1913). | Blick von Süden (Roedeliusplatz) |
| Rathausstraße (Lage)                 | 0400 (abgewinkelt)                                          | Rathaus Lichtenberg | um 1900                                  | Die Straße verläuft in Südost-Nordwest-Richtung zwischen Frankfurter Allee und Normannenstraße. Im Jahr 1946 gab es Pläne einer Umbenennung in Stadthagenstraße. Erhaltene Gebäude sind das Rathaus Lichtenberg von 1898, unter den Hausnummern 8/9 das frühere Cecilien-Lyzeum, gebaut nach Plänen von Wilhelm Grieme und Johannes Uhrig und 1910 eröffnet sowie die frühere Feuerwache (Hausnummer 12; siehe oberes Bild), bis 2014 Dienstsitz der Polizeidirektion 6. Erwähnenswert ist außerdem, dass zwischen der Rathausstraße und der Ruschestraße eine größere Grünanlage vorhanden ist, die auf der Fläche eines alten Friedhofs gestaltet wurde. | Rathausstraße Ecke Frankfurter Allee                                                                                                |
| Reinhardsbrunner Straße (Lage)       | 0210                                                        | Reinhardsbrunn, Stadtteil von Friedrichroda in Thüringen | 9. Nov. 1926                             | Die Straße verläuft verbindet die Straße Am Wasserwerk mit der Siegfriedstraße. Ursprünglich begann sie im Westen bereits an der Vulkanstraße. Dieser Teil der Straße wurde in den späten 1960er Jahren zur Erweiterung von Industrieanlagen verwendet. Bis zur Namensvergabe hieß sie Straße 28. An ihrem östlichen Ende befinden sich einige Wohnblöcke. | |
| Rhinstraße (Lage)                    | 2345 (im Ortsteil)                                          | Rhin, kleiner Nebenfluss der Havel | 1912                                     | Die Straße verläuft zwischen Alt-Friedrichsfelde im Ortsteil Friedrichsfelde im Süden und der Landsberger Allee im Ortsteil Marzahn im Norden. Die westliche Straßenseite zwischen der Straßenbrücke am S-Bahnhof Friedrichsfelde Ost und der Landsberger Allee bildet die östliche Grenze des Ortsteils Lichtenberg. Die Gärten der KGA ‚Alwin Bielefeldt‘ dominieren das Straßenbild. Ein Nebeneingang zum weitläufigen Zentralfriedhof Friedrichsfelde ist von der Straße aus zugänglich. | |
| Rhododendronweg (Lage)               | 0260                                                        | Rhododendron, Busch | 5. März 2007                             | Die U-förmig geführte Straße befindet sich in der Eigenheimsiedlung südlich der Bornitzstraße. | |
| Roedeliusplatz (Lage)                | 0090 × 50                                                   | Wilhelm-Albert Roedelius, erster Amtsvorsteher der Gemeinde Lichtenberg von 1874 bis 1877                                                                                          | 1. Feb. 1935                             | Der Platz liegt zwischen Magdalenen- und Alfredstraße nördlich der Frankfurter Allee. Zunächst wurde der Stadtplatz nach dem Komponisten Richard Wagner als Wagnerplatz bezeichnet. 1935 erhielt er seinen heutigen Namen. Die Gesamtanlage des Platzes – koptisch-orthodoxe Kirche mit Grün- und Wegflächen, Amtsgerichts- und Finanzamtsgebäude sowie umliegende Straßen(-abschnitte) – ist denkmalgeschützt. – Das Bild zeigt den nördlichen Teil des Roedeliusplatzes vor seinem Umbau in den Jahren 2009/2010. | |
| Rüdigerstraße (Lage)                 | 1360                                                        | Rüdiger von Bechelaren, Figur der Nibelungensage | 1900                                     | Die West-Ost-Straße verläuft vom Gelände des Hans-Zoschke-Stadions bis zur Gudrunstraße am Haupteingang des Zentralfriedhofs Friedrichsfelde. Sie begann bei ihrer Anlage bereits an der Ruschestraße und wurde durch den Bau des Hans-Zoschke-Stadions verkürzt. Sie erhielt ihre zusammenhängende Wohnbebauung zwischen 1925 und 1930. Anfang der 1960er Jahre wurden auf ihrer nordöstlichen Seite ein neues Wohnviertel aus Betonplatten und eine Schule (Rüdigerstraße 76) auf einem zuvor frei geräumten Kleingartengelände errichtet. Die Schule erhielt den Namen Josef-Orlopp-Oberschule nach dem SED-Funktionär Josef Orlopp. Die nach längerem Leerstand renovierten und modernisierten Räume wurden 2010 als Kreativitätsgymnasium eröffnet. Zum Ende des Schuljahres 2017/18 zog die Sprachheilschule Selma Lagerlöf in das Gebäude ein. Im zur Hagenstraße hin angebauten Gebäude befindet sich die Kreativitätskindertagesstätte „Eigensinn“. In der Rüdigerstraße sind einige Wohnkomplexe südlich des Freiaplatzes als Baudenkmale erhalten. | Konsum-Kaufhalle Rüdigerstraße 1963 · Gleiches Gebäude, 2010 total saniert und am 30. Juni als Lebensmittelpunkt CAP neu eröffnet   |
| Rudolf-Reusch-Straße (Lage)          | 0340 (N–S) + 0140 (NO–SW)                                   | Rudolf Reusch (1851–1931), Kommunalpolitiker in Lichtenberg 1894–1909, dann „unbesoldeter Stadtrat“, Rentier                                                                       | 22. Jan. 1924                            | Die Wohnstraße verläuft in Süd-Nord-Richtung zwischen Rathausstraße und Rutnikstraße. Auf der Westseite liegt die ehemalige Fabrik Fortschritt Herrenbekleidung (später: becon), die seit 2010 zu Lofts umgebaut wurde. Am Zugang zum ehemaligen städtischen Friedhof befindet sich seit 2021 eine Gedenktafel für Kurt Schneider, der hier 1999 durch rechte Gewalttäter ermordet wurde. | |
| Rumoldstraße (Lage)                  | 0080 (ca.)                                                  | Figur der Nibelungensage | 26. Juli 2013                            | Die Straße zweigt östlich von der Kriemhildstraße ab und erschließt das Wohngebiet Nibelungenpark. | |
| Ruschestraße (Lage)                  | 1180 (N–S) + 0200 (O–W)                                     | Rusche, eine Bauernfamilie im Dorf Lichtenberg mit großem Landbesitz | 1893                                     | Sie verläuft in Süd-Nord-Richtung zwischen Frankfurter Allee und Josef-Orlopp-Straße und setzt sich als Vulkanstraße fort. Der Bereich zwischen Frankfurter Allee und Normannenstraße wurde auf der östlichen Straßenseite ab den 1950er Jahren grundlegend umgestaltet. Für ein neues Dienstleistungs- und Versorgungsgebäude einschließlich Kongresszentrum für die Zentrale des Ministeriums für Staatssicherheit der DDR ließ das Ministerium Gebäude abreißen und die Neuapostolische Kirche umquartieren. Das gesamte Gelände wurde bebaut, und die Müllerstraße und die Helmutstraße verschwanden. Nach der Wende zogen in die ehemaligen Verwaltungsbauten der Staatssicherheit Dienstleister wie ein Ärztezentrum und eine Bank ein, das Dienstleistungs- und Versorgungsgebäude diente als ‚Lichtenberger Kongresszentrum (LCC)‘, musste aber Anfang des 21. Jahrhunderts aufgegeben werden. Die Hochhausbauten im südöstlichen Bereich gingen in das Eigentum der Deutschen Bahn über, die hier bis 2011 eine Serviceeinrichtung (DB Station&Service AG, Systemführung ServiceStore) unterhielt. Im Haus 1 des ehemaligen Stasi-Geländes befindet sich das Stasi-Museum mit den Amts- und Arbeitsräumen des ehemaligen Ministers für Staatssicherheit Erich Mielke. | Arbeitsagentur Lichtenberg in der Ecke Rusche- und Gotlindestraße                                                                   |
| Rutnikstraße (Lage)                  | 0390                                                        | Rutnik, auch Rutnick geschrieben; eine Rittersfamilie aus dem 13./14. Jahrhundert, die als Gründer des Dorfes Lichtenberg gilt                                                     | 21. Feb. 1940                            | Die Straße, zwischen Möllendorff- und Ruschestraße verlaufend, hieß zunächst Straße 125. Sie wurde nach dem Ersten Weltkrieg zur Erschließung einer Gartenkolonie und späterer Wohnbauten angelegt. In der DDR-Zeit wurde das westliche Stück auf der Südseite mit einem kompletten Plattenbautrakt versehen. Hier gibt es zwei parallel verlaufende 175 Meter lange Straßenteile zwischen der Möllendorffstraße und dem Hendrichplatz. | |
| Scheffelstraße (Lage)                | 0560                                                        | Joseph Victor von Scheffel (1826–1886), Dichter und Jurist | 1907                                     | Die Scheffelstraße führt in Ost-West-Richtung von der Möllendorffstraße bis zur Eldenaer Straßenbrücke über die Ringbahn. Westlich setzt sie sich in der Eldenaer Straße in Berlin-Friedrichshain fort. Auf der Südseite liegt das Stadion 1. Mai. Auf der nördlichen Seite (Hausnummern 1–16) fällt die Eckbebauung mit der Paul-Junius-Straße auf. Die Wohnbauten wurden nach Plänen von Hans Kraffert bis zum Jahr 1927 errichtet und sind denkmalgeschützt (unteres Bild). Erwähnenswert ist, dass diese Straße (zusammen mit ihrer Fortsetzung in Friedrichshain) gemäß Beschluss des Senats zu einem Teilstück der durch Berlin führenden Radschnellverbindung werden soll. Die Umbauarbeiten haben im Sommer 2024 begonnen und sollen bis Mai 2025 beendet sein. Gemäß der Planung wird das am Rand noch vorhandene Kopfsteinpflaster durch einen Asphaltbelag ersetzt, die zwei bis 3,20 m breiten Radwege werden durch verschiedene Maßnahmen (Poller, Schwellen, farbige Beschichtung) vom Kraftverkehr getrennt geführt. Die durch die Nutzungsänderung wegfallenden Auto-Parkmöglichkeiten werden teilweise durch neu anzulegende Parkflächen zwischen den Straßenbäumen ausgeglichen. | Scheffelstraße |
| Schottstraße (Lage)                  | 0440                                                        | Johann Martin Schott (1812–ca. 1890), Kommunalpolitiker und Fabrikant | um 1913                                  | Die Straße, angelegt Ende des 19. Jahrhunderts als Straße 89, beginnt als Fortsetzung der Alfredstraße an der Fanningerstraße und endet an der Gotlindestraße. Das Haus Nummer 6 ist das denkmalgeschützte Gemeindehaus der Glaubenskirche. | Schottstraße |
| Schulze-Boysen-Straße (Lage)         | 0730                                                        | Harro Schulze-Boysen (1909–1942), Widerstandskämpfer | 1. März 1972                             | Die Straße verbindet die Frankfurter Allee im Norden mit der Buchberger Straße im Süden. Sie war ursprünglich das nördliche Teilstück der Pfarrstraße. Nach dem Bau des Wohnviertels Frankfurter Allee Süd erhielt sie bei einer Kundgebung am 22. Juni 1972 den Namen des Widerstandskämpfers. In der Schulze-Boysen-Straße gibt es einige Baudenkmale wie die Mildred-Harnack-Schule, eine als Gemeinde-Doppelschule im Jahr 1905 gebaute Lehranstalt mit nebenstehender Turnhalle, die nach Entwürfen Hans Schüttes errichtet wurde. An der Hausnummer 12 befindet sich eine Gedenktafel für Harro Schulze-Boysen. An ihrem südlichen Ende wurde zu Beginn des 21. Jahrhunderts ein zweigeschossiger Rundbau errichtet (genannt: „Kiezspinne“), der als Kulturzentrum genutzt wird. | Kiezspinne |
| Siegfriedstraße (Lage)               | 2540                                                        | Siegfried, Figur aus der Nibelungensage | 1896                                     | Die Straße ist eine der längsten Süd-Nord-Verbindungen im Ortsteil, sie reicht von der Frankfurter Allee bis zur Landsberger Allee. Erwähnenswert sind hier das BVG-Stadion, der Straßenbahnhof Lichtenberg, die Wohnkarrees für frühere Angestellte der BVG, die ‚Siegfriedshöfe‘ (Hausnummer 204; siehe unteres Bild), die um 1910 als Fabrikgebäude entstanden und in der DDR-Zeit zum ‚Werk für Signal- und Sicherungstechnik‘ (WSSB) gehörten. Nach Leerstand, Sanierung und späteren Erweiterungsbauten befinden sich hier nun ein Hotel, eine Galerie und 18 Loftwohnungen. sowie Kleingewerbe und ein Restaurant. Erwähnenswert ist, dass im Komplex Siegfriedstraße 66–70 die Interessengemeinschaft der IG Spur 1 eine Modellbahnanlage aufgebaut hat. Mehrmals im Jahr finden Tage der offenen Tür statt. | Siegfriedstraße: Inzwischen abgerissene eh. Gaststätte „Zum Bauarbeiter“ in der Siegfriedstraße; Aufnahme von 2009 · Siegfriedshöfe |
| Silberweidenweg (Lage)               | 0090                                                        | Silberweiden, Weidengewächs; Baum des Jahres 1999 | 11. Mai 2012                             | Der Silberweidenweg geht südwärts von der Bornitzstraße ab. Er gehört zu dem Straßennetz, das auf dem Nordareal des aufgelassenen Friedhofs Gotlindestraße für ein neues Wohngebiet angelegt wurde. | Blick in den Weg von der Bornitzstraße aus                                                                                          |
| Stefan-Heym-Platz (Lage)             | 0090 × 65                                                   | Stefan Heym (1913–2001), Schriftsteller | 4. Nov. 2014                             | Der bis dahin namenlose Platz an der Kreuzung Frankfurter Allee/Möllendorffstraße, auf dem nach der Beseitigung von Kriegstrümmern seit um 1952 der Fischerbrunnen steht, erhielt auf Antrag der Wohnungsgesellschaft Howoge den Namen des Schriftstellers Stefan Heym. Bereits im Jahr 2013 fand in Vorbereitung der Namensvergabe eine Gedenkveranstaltung in Anwesenheit der Ehefrau Inge Heym statt. | Stefan-Heym-Platz nach der Namensgebung                                                                                             |
| Storkower Straße (Lage)              | 0420 (im Ortsteil)                                          | Storkow (Mark), Kleinstadt im Landkreis Oder-Spree | 2. Apr. 1975                             | Die Straße beginnt an der Greifswalder Straße im Ortsteil Prenzlauer Berg, verläuft dann durch Berlin-Fennpfuhl und endet an der Möllendorffstraße in Lichtenberg. Nur ihr östliches Teilstück ab der Rudolf-Seiffert-Straße gehört mit seiner südlichen Seite zum Ortsteil. Der neu entstandene Abschnitt von der Landsberger Allee bis zur Möllendorffstraße wurde erst 1975 nach dem Bau eines neuen Wohnviertels in die Storkower Straße einbezogen. | Südseite der Storkower zwischen und Möllendorffstraße                                                                               |
| Straße 15 (Lage)                     | 0235 + 190 Meter auf dem Gelände der Feuerwache Lichtenberg | Nummerierung bei der Aufteilung des Terrains | um 1921                                  | Die Stichstraße in Nord-Süd-Richtung verläuft zwischen den beiden inzwischen stillgelegten Industriebahngleisen südlich der Josef-Orlopp-Straße und nördlich der Herzbergstraße, angelegt als Zufahrtsstraße für die Fabriken. In den 1960er Jahren wurde sie im Nordteil verkürzt, in den 1990er Jahren das Straßenstück nördlich der Josef-Orlopp-Straße in das Gelände der Feuerwache Lichtenberg integriert. | Straße 15 |
| Tasdorfer Straße (Lage)              | 0230                                                        | Tasdorf, Ortsteil von Rüdersdorf bei Berlin | 1913                                     | Die Straße beginnt im Südwesten am Wiesenweg, unterquert den Bahndamm einer Verbindungsbahn und endet im Wohngebiet Frankfurter Allee Süd hinter den Häusern der Wilhelm-Guddorf-Straße als Sackgasse. Bis zur Eröffnung des damaligen Neubauviertels reichte die Straße im Norden bis zur Frankfurter Allee. Vor der Festlegung des heutigen Namens hieß sie Rummelsburger Straße. | Tasdorfer Straße |
| Volkerstraße (Lage)                  | 0140                                                        | Volker, Figur aus der Nibelungensage | vor 1902                                 | Die kurze Süd-Nord-Straße verbindet die Gudrun- mit der Rüdigerstraße. Sie erhielt in den 1950er Jahren die noch vorhandene Bebauung mit Wohnhäusern in Großblockbauweise. | Volkerstraße |
| Vulkanstraße (östliche Seite) (Lage) | 0740                                                        | Vulkanisationsbetrieb | 1913                                     | Die Straße verläuft in Süd-Nord-Richtung zwischen der Josef-Orlopp-Straße und der Landsberger Allee. Sie bildet die Grenze zwischen den Ortsteilen Lichtenberg und Fennpfuhl. Die gesamte östliche Straßenseite wird von im 19. und 20. Jahrhundert errichteten Produktionsbetrieben gebildet, vom Zwischenpumpwerk Lichtenberg über den ehemaligen VEB Elektrokohle Lichtenberg bis zum öffentlichen Gewerbehof, vormals Filiale des Zentralviehhofs. | Vulkanstraße |
| Wartenbergstraße (Lage)              | 0320                                                        | Wartenberg, früheres selbstständiges Dorf im östlichen Berliner Umland | vor 1887                                 | Der Verkehrsweg zwischen Wilhelm-Guddorf-Straße und Wiesenweg ist eine Straße im Süden des Wohngebietes Frankfurter Allee Süd. Bis zur Errichtung der Wohnbauten begann die Straße bereits an der Frankfurter Allee. Das nördliche Teilstück wurde 1972 aufgehoben. | Wartenbergstraße |
| Wiesenweg (Lage)                     | 0445                                                        | Wiese | vor 1901                                 | Die in West-Ost-Richtung verlaufende Straße verbindet die Gürtelstraße (in Friedrichshain) mit der Schulze-Boysen-Straße. Die Unterquerung der Ringbahntrasse wurde erst durch die 1925 erfolgte westliche Verlängerung möglich. Hier befindet sich das denkmalgeschützte Umspannwerk von 1904 und daneben das historische Gaswerk Lichtenberg, 1890 begonnen und 1913 um einen zweiten Behälter (in der Hauffstraße, Rummelsburg) erweitert. Es wurde bereits 1905 stillgelegt, die Behälter erst 1922. | Wiesenweg |
| Wilhelm-Guddorf-Straße (Lage)        | 0520                                                        | Wilhelm Guddorf (1902–1943), Journalist und Widerstandskämpfer | 1. März 1972                             | Die Straße im Wohngebiet Frankfurter Allee Süd verläuft zwischen Gürtelstraße und Schulze-Boysen-Straße. Die öffentliche Namensvergabe erfolgte bei einer Kundgebung im Juni 1972. | |
| Wotanstraße (Lage)                   | 0450                                                        | Wodan, auch Wotan geschrieben, nordischer Gott | 1907                                     | Die Wotanstraße verbindet Fanningerstraße und Gotlindestraße in Süd-Nord-Richtung. Sie bildet auf einem Teilstück die westliche Begrenzung des Freiaplatzes. Am Haus Nummer 7 befindet sich eine Gedenktafel für den Widerstandskämpfer Erich Rohde. | Wotanstraße von Süden · Wotanstraße von Norden                                                                                      |

## Nicht mehr vorhandene oder umbenannte Straßen
| Name; ggf. Bild        | Namensherkunft                                                                                                 | Name seit     | Name bis    | Anmerkungen; Link auf den aktuellen Namen |
| ---------------------- | --- | ------------- | ----------- | --- |
| Eckertstraße           | Heinrich Ferdinand Eckert (1819–1875), betrieb in dieser Straße die Eckert-Werke, eine Maschinenbaufirma       | um 1900       | 1933        | → Buchberger Straße |
| Helmutstraße           | Helmut, männlicher Vorname                                                                                     | um 1910       | 5. Mai 1961 | Die erste Schreibweise war Helmuthstraße, nach 1961 wurde sie → entwidmet. Sie verlief durch das Gebiet der Zentrale des Ministeriums für Staatssicherheit nördlich der Frankfurter Allee, zwischen Ruschestraße und Magdalenenstraße. Das Eckgebäude des früheren Finanzamtes in der Normannenstraße deutet diesen Verkehrsweg noch an (Bild rechte Seite). |
| Jacques-Duclos-Straße  | Jacques Duclos (1896–1975), französischer kommunistischer Politiker                                            | 1976          | 1992        | Nach Senatsbeschluss erhielt die Straße ihren ursprünglichen Namen zurück → Möllendorffstraße. |
| Leninallee             | Lenin (1870–1924), russisch-sowjetischer Politiker und Ideologe                                                | 1973          | Januar 1991 | → Landsberger Allee |
| Lockenhauser Weg       | Lockenhaus, Ort im Burgenland                                                                                  | um 1936       | 1970        | Im Bereich der Kolonie Friedrichsberg sind auf frühen Stadtplänen verschiedene kurze Erschließungsstraßen verzeichnet. Dieser Weg stellte eine West-Ost-Verbindung zwischen Wartenberg- und Tasdorfer Straße und weiter zur damaligen Pfarrstraße her, er wurde nach 1970 aufgehoben. Vor 1936 hieß die Straße Kleine Straße. |
| Mirusweg               | Henriette Mirus, Mitglied der Armenkommission in Lichtenberg im 19. Jahrhundert                                | 30. Jan. 1933 | 1934        | Der Name galt nur für ein knappes Jahr. → Hoenerweg |
| Müllerstraße           | Wilhelm Müller, Kossät                                                                                         | 1876          | 1976        | Die 150 m kurze Straße, nördlich der Frankfurter Allee zwischen Ruschestraße und Magdalenenstraße gelegen, wurde 1976 → eingezogen. Der Verlauf der früheren Müllerstraße ist als Ansatz an der Frankfurter Allee noch zu erkennen (Bild). |
| Oberweg                | Oben | vor 1900      | um 1965     | Der Verkehrsweg verlief in West-Ost-Richtung durch das Gebiet der Kolonie Friedrichsberg. Er war eine Fortsetzung des Wiesenwegs und fand östlich eine Weiterführung in der Eckertstraße (Buchberger Straße). Er wurde in den späten 1960er Jahren bei der Errichtung des Neubauviertels Frankfurter Allee Süd → beseitigt. |
| Rittergutstraße        | Rittergut, ein früher hier befindliches ausgedehntes Gutsgelände                                               | um 1890       | um 1965     | Zwischen dem Ende des 19. Jahrhunderts und 1965 so bezeichnete West-Ost-Straße, an der sich zu Beginn des 20. Jahrhunderts zahlreiche Großbetriebe niederließen. Dazu gehörten die Ludewig und Bütteler Sprit und Preßhefefabrik (später Reichsmonopolverwaltung, mit zwei Standorten), Konsumgenossenschaft Berlin und Umgegend, Glasfabrik H. Heye, Wollfabrik, OLEX, Butt und Co., Valentin GmbH, Norddeutsche Kugellagerfabrik von A. Meyer-Lyken (1939), (später VEB Wälzlagerfabrik „Josef Orlopp“). → Josef-Orlopp-Straße |
| Triftweg               | Trift, ein landwirtschaftlicher Weg                                                                            | um 1900       | um 1961     | Der Triftweg war vor der westlichen Erweiterung des Zentralfriedhofs Friedrichsfelde als nach Nordost verlaufender Verkehrsweg in Verlängerung der Gudrunstraße, mit einer Verzweigung Richtung Krankenhaus Königin Elisabeth Herzberge, vorhanden. Er verlief direkt neben der Industriegleisanlage. Er wurde → entwidmet. Mit der Beseitigung der Schienen der ehemaligen Industriebahn, die parallel zu diesem Weg lagen, wurde ab dem 21. Jahrhundert auf der Trasse ein neuer Weg für Fußgänger und Radfahrer angelegt.     |
| Verbindungsweg         | Verbindung | um 1920       | um 1965     | Das war ein zunächst in Südost-Richtung und dann südlich abknickender etwa 700 Meter langer Verkehrsweg, durch die frühere Kolonie Friedrichsberg verlaufend. Bis zur Eröffnung des Neubauviertels reichte die Straße im Norden bis zur Frankfurter Allee und im Süden bis zum Oberweg, der seitdem → nicht mehr vorhanden ist. |
| Wilhelmsberger Feldweg | Wilhelmsberg, frühere Ortslage im Lichtenberger Norden von und gehört seit 2000 zu Berlin-Alt-Hohenschönhausen | um 1900       | um 1965     | Mit der späteren Bebauung → aufgehoben. |
| Wuhlestraße            | Wuhle, Fluss im Osten Berlins                                                                                  | um 1900       | nach 1970   | Im Bereich der früheren Kolonie Friedrichsberg sind auf Stadtplänen vor der Errichtung des Viertels Frankfurter Allee Süd verschiedene kurze Erschließungsstraßen verzeichnet. Die Wuhlestraße war danach die östliche Fortsetzung der Mauritiuskirchstraße und wurde nach 1970 → aufgehoben. |

## Kleingartenanlagen und einige Privatstraßen
| Name/Lage                                                 | Fläche/Maße (in Quadrat- metern)         | Namensherkunft | Datum der Benennung | Anmerkungen | Bild                                                           |
| --------------------------------------------------------- | ---------------------------------------- | --- | ------------------- | --- | -------------------------------------------------------------- |
| KGA ‚Dr. Alwin Bielefeldt‘ (Lage)                         | 159.462 0(830 × 400) (Dreiecksform)      | Alwin Bielefeldt (1857–1942), Geheimer Regierungsrat, Präsident der Norddeutschen Landesversicherungs-Anstalten und Vorsitzender des Zentralverbandes deutscher Arbeiter- und Schrebergärtner. | 1928                | 1928 auf Pachtland der Familie von Treskow als Musterkolonie „Kleingartenheim Bielefeldt“ gegründet. Die der damaligen Schrebergartenentwicklung entsprechenden rund 300 Parzellen erstrecken sich auf einer Fläche von 16 Hektar westlich der Rhinstraße in deren südlichem Bereich und schließen östlich direkt an den Zentralfriedhof Friedrichsfelde an. Der Name wurde später in Kleingartenanlage Dr. Alwin Bielefeldt geändert. In der Kolonie gibt es ein Vereinsheim, das auch als öffentliches Gasthaus dient. Folgende Erschließungsstraßen teilen die Gartenanlage: Alerichstraße, Beethovenstraße, Bergstraße, Carl-Langbecker-Straße, Dahlienweg, Dresdner Straße, Fontanestraße, Freiligrathstraße, Fritz-Reuter-Straße, Geschwister-Scholl-Straße, Giselherstraße, Goethestraße, Gotenstraße, Mittelweg, Paul-Singer-Straße, Stuttgarter Straße. Durch die Gebietsreform von 2001 gehört dieser Bereich nun zum Ortsteil Lichtenberg, bis dahin war die Anlage der nördliche Zipfel von Berlin-Friedrichsfelde. | Haupteingang zur KGA · Das Club-Gasthaus Bielefeldt in der KGA |
| ‚Eisenbahn-Kleingartenverein Anschluß Röder e. V.‘ (Lage) | 010.440 0(350 × 30)                      | frühere Lage an einem Gleisanschluss und Lichtenberger Großgrundbesitzerfamilie Roeder | 1914                | Die 31 Parzellen befinden sich südwestlich vom Krankenhaus Herzberge. Eine nicht mehr benutzte Gleisanlage der Industriebahn Tegel–Friedrichsfelde parallel zum Erschließungsweg wurde 2010 entfernt und auf ihrer Trasse ein Fußgänger- und Fahrradweg angelegt. Er dient auch als Zugang zum Landschaftspark Herzberge. |                                                                |
| ‚Eisenbahn-Kleingartenverein Friedrichsfelde Nord‘ (Lage) | 039.684 (350 × 330 × 152) (Dreiecksform) | südlich anliegende Eisenbahn (Ostbahn) und der früheren Zugehörigkeit zu Berlin-Friedrichsfelde                                                                                                | 1946                | Die Fläche gehört dem Land Berlin, die es als Pachtland in 76 Parzellen aufgeteilt und vergeben hat. Der Kleingartenverein besteht seit 1946. | KGA Eisenbahnfreunde F’felde Nord                              |
| KGA ‚Eigenheim‘ (Lage)                                    | 000950 0(250 × 85)                       | Eigenheim | 1918                | Die zwischen der Paul-Junius-Straße und der Alfred-Jung-Straße gelegene Kolonie besteht aus 26 Parzellen, die von zwei Querwegen zwischen den genannten Straßen erschlossen werden. Bei ihrer Entstehung umfasste die KGA weitere Flächen nördlich dieses Bereiches und wurde in Nord-Süd-Richtung von der Eberhardstraße geteilt. |                                                                |
| ‚Kleingartenverein Müllers Ruh e. V.‘ (Lage)              | 007.150 0(230 × 185)                     | Gründer der Anlage | 1904                | Der Geschäftsmann Müller pachtete 30.000 m² Ackerland von den Roederschen Erben des Rittergutes und teilte sie um 1900 in mehr als 110 kleine Parzellen. Die Siegfriedstraße im Osten, die Gotlindestraße im Norden, die Randbebauung in der Rüdigerstraße im Süden und die Ruschestraße im Westen bildeten die ursprüngliche Begrenzung. Nach der Vergabe der kleinen Gärten an Kolonisten (wie die Pächter damals hießen) setzte Müller einen Generalpächter ein, der 1919 abgelöst und durch eine Eigenverwaltung ersetzt wurde. Im Laufe der Jahre erfolgte eine ständige Verkleinerung der KGA, zunächst durch einen Sportplatz an der Normannenstraße, in der DDR-Zeit (1967) durch den Bau neuer Wohnhäuser westlich der Wotanstraße und südlich der Gotlindestraße. Ab 1973 wurden weitere 60 Parzellen im westlichen Bereich durch das Ministerium für Staatssicherheit für einen neuen Verwaltungsbau aufgelöst. Letzte Verringerungen erfolgten für den Bau von Unterkünften für ausländische Gastarbeiter gegenüber dem Straßenbahnhof in der Siegfriedstraße. Die mittlerweile nur noch 19 Parzellen umfassende Gartenanlage belegt weniger als ein Drittel der ursprünglichen Fläche. |                                                                |
| ‚Kleingartenverein (Kolonie) Siegfriedslust e. V.‘ (Lage) | 022.777 0(115 × 130)                     | anliegende Siegfriedstraße | 1922                | Nördlich der Bornitzstraße erstreckt sich die oben genannte KGA mit 22 Parzellen. Der bis etwa 2003 vorhandene südliche Teil wurde mit der Errichtung der neuen Eigenheime aufgelöst. |                                                                |
| KGA ‚Weiße Taube e. V.‘ (Lage)                            | 028.218 (unregelmäßiges Fünfeck)         | vermutlich nach dem deutschen Märchen Die weiße Taube | 1918                | 52 Parzellen beiderseits der Siegfriedstraße (Nr. 90/130) an deren Einmündung in die Landsberger Allee. Der westliche Teil wird durch den Nelkenweg und Asternweg erschlossen. Auf der Ostseite der Siegfriedstraße (Nummer 90) befindet sich der ältere Teil der KGA, deren Hauptweg Gartenstraße heißt. | Weiße Taube (1) · Weiße Taube (2)                              |